# 영광의 부르스
"영광의 부르스"는 한국에서 제작된 박성복 감독의 1966년 영화이다. 남일해 등이 주연으로 출연하였고 박원석 등이 제작에 참여하였다. 그리고 주연배우 남일해가 직접 기획한 영화 이기도 하다...

## 출연

### 주연
- 남일해
- 태현실

## 기타
- 조명: 이현우
- 미술: 박석인
- 기획: 남일해
- 주제가 작사: 전승우
- 음악/주제가 작곡: 최창권
- 주제가 편곡 및 지휘: 최창권
- 주제가 노래: 남일해